# Dysmicoccus lemmatus
Dysmicoccus lemmatus är en insektsart som beskrevs av Williams 1985. Dysmicoccus lemmatus ingår i släktet Dysmicoccus och familjen ullsköldlöss. Inga underarter finns listade i Catalogue of Life.